# Pouthisat (rivière)
La rivière Pouthisat, en khmer Stoeng Pouthisat ou Stung Tamyong, est une importante rivière de l'ouest du Cambodge. En saison sèche, elle fournit environ les deux-tiers des eaux du Tonle Sap. Pursat et Tumpor se trouvent au bord de cette rivière.